# 紫珠叶泡花树
紫珠叶泡花树（学名：Meliosma callicarpifolia）为清风藤科泡花树属下的一个种。

## 扩展阅读
- 維基物種上的相關：紫珠叶泡花树